# Sultanat von Sulu
Das Sultanat Sulu (spanisch Sultanato de Joló) war ein Sultanat, das über die meisten Inseln der Sulusee in den südlichen Philippinen herrschte.
Neben dem Sultanat von Sulu existierten auf den Philippinen weitere Sultanate, darunter waren das Sultanat von Maguindanao und das Sultanat von Buayan die größten.

## Geschichte
Das Sultanat von Sulu wurde 1457 gegründet (nach anderen Quellen auch früher) und wird von muslimischen Historikern als souverän über mindestens 442 Jahre angesehen, obwohl die meisten sonstigen Quellen angeben, das Sultanat sei von den Spaniern im 17. Jahrhundert erobert worden. Die Philippinen wurden 1898 von den USA als Ergebnis des Spanisch-Amerikanischen Krieges annektiert. Nur Nord-Borneo ging an das Britische Empire und wurde später, wie Sabah 1963, ein Teil von Malaysia.
Auf dem Höhepunkt seiner Macht erstreckte sich das Sultanat von den westlichen Inseln vor Mindanao, die heutigen Provinzen Basilan, Sulu und Tawi-Tawi, über die Insel Palawan im Norden und nahm den östlichen Teil des malaiischen Staates von Sabah (vormals Nord-Borneo) ein. Heutzutage lebt eine signifikante Anzahl der Tausūg in Sabah, deren Anzahl während der Konflikte zwischen der philippinischen Zentralregierung und der Rebellenbewegung Nationalen Befreiungsfront der Moro (MLNF) anwuchs.

### Gründung
Nach 1450 kam der Islamgelehrte Shari'ful Hashem Syed Abu Bakr, ein Araber, der in Johore am Südzipfel der malaiischen Halbinsel (heute gegenüber Singapur) geboren war, von Malakka kommend in Sulu an. 1457 gründete er das Sultanat von Sulu; er benannte sich um in „Paduka Maulana Mahasari Sharif Sultan Hashem Abu Bakr“.

### Aufstieg
1703 (nach anderen Quellen bereits 1658) erhielt das Sultanat von Sulu vom Sultan von Brunei den Norden von Borneo, nachdem Sulu gegen eine Rebellion in Brunei Hilfe gesandt hatte. Im selben Jahr übergab Sulu die Insel Palawan an Qudarat, den Sultan von Maguindanao, der eine Sulu-Prinzessin zur Ehefrau nahm. Die Sultanate von Sulu und Maguindanao bildeten eine Allianz. Sultan Qudarat übergab möglicherweise 1705 die Insel Palawan an die Spanier.
Während der britischen Invasion der Philippinen von 1762 bis 1764 ging der Sultan Azim ud Din I (Alimudin) ein Bündnis mit den Briten ein. Er erlaubte den Briten auf der Insel Balambangan eine Festung zu errichten, was seine Position gegenüber den Spaniern stärkte.
Angeregt durch die europäische Expansion wuchs Ende des 18. Jahrhunderts die Wirtschaft rund um den Sulu-Archipel aufgrund des steigenden Handels mit China. Die Nachfrage nach exotischen Produkten aus Meer und Dschungel nahm im chinesischen, 1500 km entfernten Guangzhou stetig zu, die lokalen Sulu-Häuptlinge hatten einen ständigen Bedarf an Arbeitskräften. Die Illanun sorgten mit ihren Beutefahrten entlang der Küsten für den Nachschub an Sklaven – die Sklavenwirtschaft war wesentlicher Teil der politischen Ökonomie. In diesem Zusammenhang nahm auch die Piraterie zu. Der Aufstieg des Sulu-Sultanats erfolgte vor dem Niedergang Chinas und hing mit der Einführung von Tee in Großbritannien zusammen. Die Insel Jolo wurde blühendes Zentrum des interkulturellen Handels.

### Britischer Erwerb von Nord-Borneo

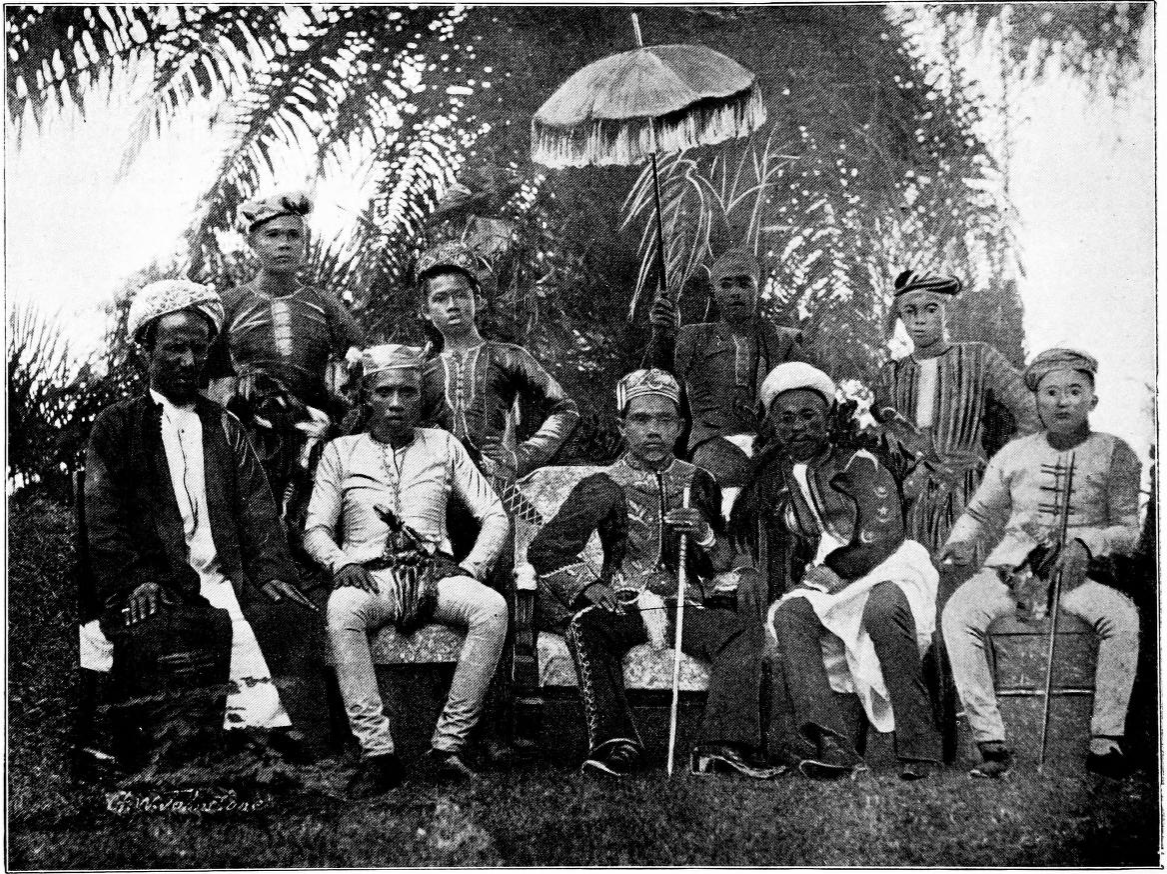
Sultan von Sulu mit Gefolgschaft

1865 erhielt der Konsul der USA in Brunei, Charles Lee Moses, vom Sultan von Brunei eine auf zehn Jahre befristete Konzession zur Verwaltung des Territoriums von Nord-Borneo. Jedoch wollten die USA nach ihrem Bürgerkrieg nichts mit asiatischen Kolonien zu tun haben, und so verkaufte Moses seine Ansprüche an die in Hongkong ansässige American Trading Company of Borneo.
Als diese Gesellschaft in finanzielle Schwierigkeiten kam, übergab sie die Rechte an Baron Gustav von Overbeck, Konsul von Österreich-Ungarn in Hongkong. Von Overbeck schaffte es, eine Erneuerung des Zehnjahresauftrags vom Temenggong (Sultan) von Brunei zu erhalten und erreichte am 22. Januar 1878 eine ähnliche Übereinkunft mit dem Sultan von Sulu. Um seine Pläne für Nord-Borneo zu finanzieren, fand Overbeck finanzielle Unterstützung bei den Brüdern Alfred und Edward Dent. Dennoch konnte Overbeck seine Herrschaft über das Gebiet nicht ausüben, trat 1880 schließlich zurück und überließ Alfred Dent die Kontrolle, der von Sir Rutherford Alcock und Admiral Sir Harry Keppel unterstützt wurde.
Im Juli 1881 bildeten Alfred Dent und sein Bruder die British North Borneo Provisional Association Ltd und erhielten einen offiziellen königlichen Auftrag (Royal Charter) am 1. November desselben Jahres. Im Mai 1882 ersetzte die North Borneo Chartered Company die vorläufige Gesellschaft. Sir Rutherford Alcock wurde ihr erster Präsident und Alfred Dent wurde Geschäftsführer („managing director“).
Trotz einiger diplomatischer Proteste der Niederländer (dem Kolonialnachbarn auf Borneo), der Spanier (Philippinen) und der Regierung von Sarawak (den britischstämmigen Weißen Rajas der Familie Brooke, die als Lehensmänner des Sultans von Brunei fungierten), setzte die North Borneo Chartered Company ihre Bemühungen zur Ansiedlung und Verwaltung auf dem Territorium fort. In der Folge erwarb die Gesellschaft weitere Landstriche vom Sultan von Brunei, die das Gebiet der Gesellschaft im Mai 1884 bis an den nun neuen Grenzfluss Puputan nahe der Hauptstadt Bruneis, Bandar Seri Begawan, erweiterten. Die Gesellschaft erwarb den Distrikt Padas im November 1884, das Kawang-Flusstal im Februar 1885, die Mantanani-Inseln im April 1885 und weitere kleine Padas-Gebiete im März 1898.
1888 wurde Nord-Borneo ein Protektorat von Großbritannien. Die Verwaltung verblieb jedoch vollständig in den Händen der British North Borneo Company; die englische Krone behielt sich lediglich die Außenpolitik vor.

### Niedergang
Sultan Jamal ul-Kiram I, der letzte souveräne Sultan von Sulu, starb 1899. Sulu wurde danach ein Teil der Philippinen.

## Patt von Lahad Datu
Am 11. Februar 2013 erreichten etwa 200 militante Anhänger von Jamalul Kiram III., dem selbst-ernannten Thronprätendenten des Sultanats von Sulu, die Küste im Distrikt Lahad Datu. Diese wollten in einer Neuverhandlung historische Territorialansprüche der Nachfahren des Sultans geltend machen. Den bis Ende März 2013 dauernden militärischen Auseinandersetzungen fielen 56 Anhänger des Sultans, neun malaysische Verteidiger und sechs Zivilisten zum Opfer. Der als „Patt von Lahad Datu“ bekannt gewordene Vorfall löste erhebliche diplomatische Spannungen zwischen den Philippinen und Malaysia aus.